# الاپالاویلا
الاپالاویلا (به لاتین: Alapalawela) یک منطقهٔ مسکونی در سری‌لانکا است که در استان مرکزی (سری‌لانکا) واقع شده‌است.